# Marcelo Moura
Marcelo Moura (La Plata, Provincia de Buenos Aires, 11 de enero de 1960) es un músico, compositor, productor y cantante de rock argentino, reconocido por ser el tecladista, corista, compositor, y actual cantante de la banda de rock Virus  .

## Biografía
Marcelo Moura nació el 11 de enero de 1960, en la ciudad de La Plata, provincia de Buenos Aires. Es el menor de los seis hermanos, e inició en su vocación musical viendo ensayar a su hermano mayor, Federico Moura, que en ese entonces tocaba en el grupo Dulcemembriyo. Formaría parte de Marabunta, agrupación que tenía junto con su hermano Julio y el futuro bajista de Virus, Enrique "Quique" Mugetti. Moura se desempeñaba como percusionista de Marabunta y ocasionalmente como baterista.
Para comprar sus instrumentos, Marcelo y su hermano Julio, tuvieron que trabajar de pintores de casas. Más tarde, Marabunta se fusionaría con Las Violetas (banda en la que participaban Federico Moura, Mario y Ricardo Serra) y formarían Duro. 
Marcelo era el baterista de Duro, aunque también se turnaba con Mario para tocarla. Además la banda se complementaba con Laura Gallegos (voz), Julio Moura (guitarra), Ricardo Serra (guitarra), y Enrique Mugetti (bajo).
Moura le pide a su padre, Pico Moura, que le compre una guitarra. Su padre se niega, lo cual lo enoja y decide irse de su casa. Al tiempo, sin embargo, regresa.
En Nueva York, Federico le compra un piano eléctrico Fender Rhodes. En esa época Marcelo no sabía las notas en el teclado, por lo cual las pegó con una cinta adhesiva.
Luego, Federico, se incorporaría como vocalista a Duro, desplazando a Laura, y el grupo pasaría a llamarse Virus.

## Primera etapa con Virus

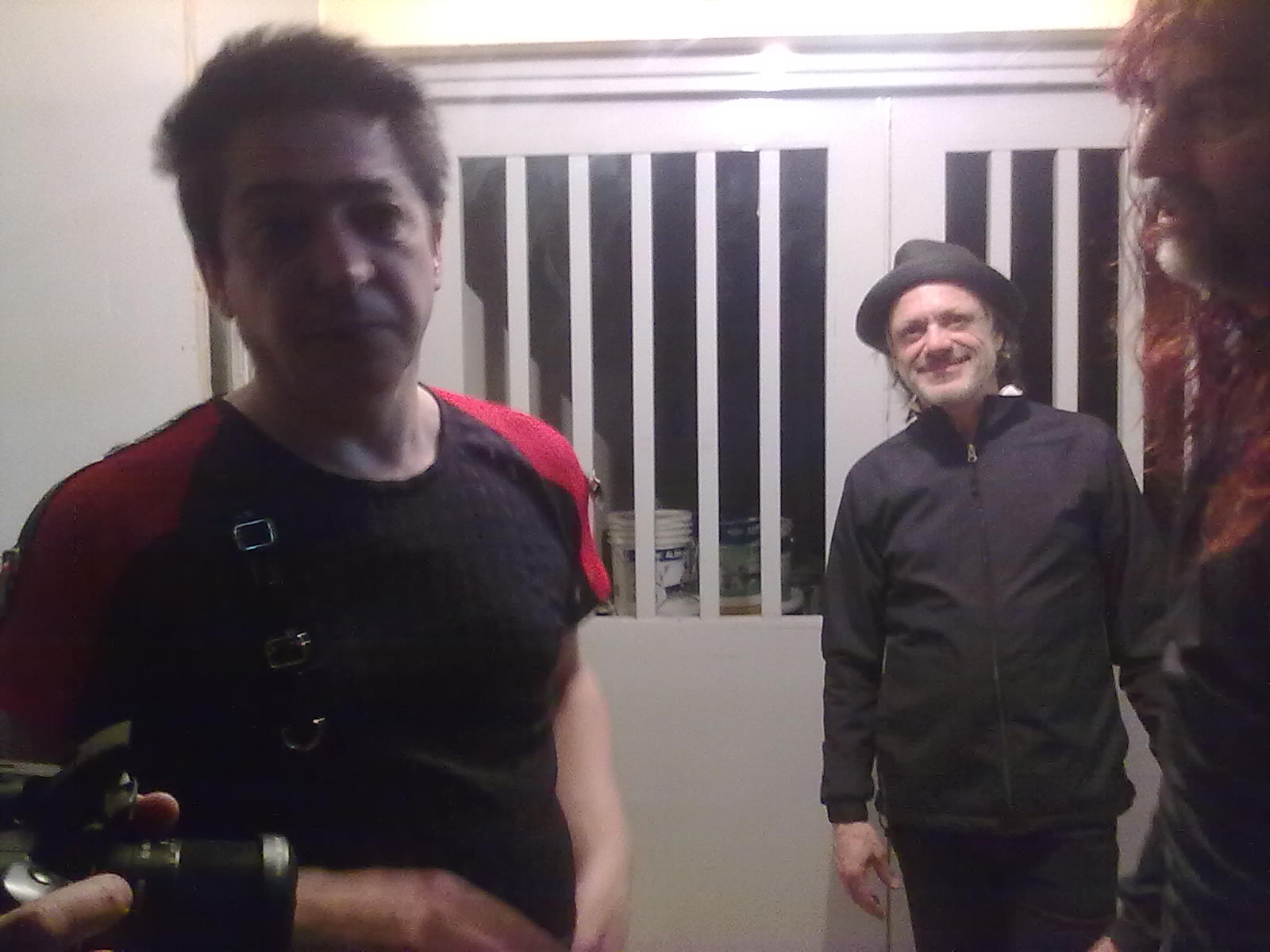
Moura (izquierda) y Daniel Sbarra (derecha), tras un concierto.

Marcelo Moura, deja la batería y pasa a ser tecladista de Virus, quedando finalmente conformada la banda con sus hermanos Federico Moura (voz) y Julio Moura (guitarra), además de Enrique Mugetti (bajo), Ricardo Serra (guitarra) y Mario Serra (batería). 
La banda tuvo su debut oficial el 11 de enero de 1980, en un club de la ciudad de La Plata (el mismo día en que Marcelo cumplía 20 años).
Virus alcanzaría el éxito, giras por Latinoamérica y más de 400 mil ventas en copias, sin contar las reediciones, hasta la muerte del vocalista, Federico Moura, acaecida a fines de 1988.
Por orden de Federico, Marcelo pasaría a ocupar el rol de vocalista y Enrique Mugetti lo reemplazaría a este en los sintetizadores, siendo reemplazando a su vez por Pablo Mugica como nuevo bajista.
Terminarían el LP, titulado Tierra del Fuego (1989); ya sin la participación de su vocalista Federico Moura.
La banda presentaría este nuevo LP con muchos artistas invitados y saldrían de gira por todo el país y luego por el exterior.
En el año 1990, la banda decide hacer un parate.

## Participación en Aguirre
En 1990 Marcelo se incorporó en la banda Aguirre, un proyecto iniciado por Mario Serra y Pablo Tapia. Luego se sumó Alejandro Fernández Lecce. 
El nombre de la banda estaba inspirado en “Aguirre, la ira de Dios”, una película clásica de Werner Herzog.
Su primer disco, “Aguirre”, fue grabado en el año 1992 con la producción de Héctor “Zeta” Bosio. 
Lo Grabaron en los estudios Supersónico de Soda Stereo y participaron muchos músicos invitados y amigos como Gustavo Cerati, Julio Moura, Daniel Sbarra, Tweety González, Ricardo Serra y Alfredo Peria.
El hit de este disco fue “El Camión”, que contó con una gran difusión en las radios argentinas. 
Este tema también contó con un videoclip en el cual los integrantes de la banda tocaban y se intercalaba con secuencias en las que aparecía un camionero conduciendo.
En 1993, Marcelo Moura dejó la banda, entonces quedaron como músicos estables Ricardo Serra (guitarra) y Claudio Di Lorenzo (bajo).

## La vuelta de Virus
En marzo de 1994, Virus se juntó para la nostalgia en un pub en Lanús, pero para sorpresa del grupo, el lugar se había llenado de jóvenes que los fueron a ver. 
Meses más tarde, se juntaron nuevamente para tocar en La Plata, su ciudad natal, en el cierre de los festejos del 112 aniversario, y se llevaron otra sorpresa, más de 120.000 personas los aclamaron, como en sus mejores épocas.
Así, Marcelo Moura comenzó un nuevo renacimiento de la banda, acompañado en esta oportunidad por Julio Moura y Daniel Sbarra en guitarras, Enrique Mugetti en bajo, Aitor Graña en batería y Patricio Fontana en teclados y graban el disco "Nueve".
Más adelante, en 2000, graban dos canciones inéditas para incluirlas en el álbum Obras Cumbres.
En 2005, Virus sufrió algunos cambios y se incorporaron a la banda Fernando Monteloene (teclados), Lulo Isod (batería) y Ariel Naón (bajo), reemplazando a Fontana, Graña y Mugetti, respectivamente.
Con esta formación, en 2007, lanzan el disco "Caja Negra", que es el registro de un show en vivo de Virus, en el Teatro Coliseo, y que tiene la particularidad de tener artistas reconocidos de Argentina como invitados (como Ale Sergi, Pity Álvarez, Adrián Dárgelos y Ciro Pertusi). Además, se agregaron 5 canciones nuevas en estudio.
En 2009, el baterista de Virus, Lulo Isod, es convocado por Ciro Martínez (exlíder de Los Piojos) para una nueva agrupación que sería Ciro y los persas. Lulo es reemplazado por Nicolás Méndez.
En 2015, lanzan el álbum 30 Años de Locura, un disco en vivo en el Teatro Ópera, homenajeando al álbum que los hizo exitosos. Este disco refleja la calidad musical que tiene Virus actualmente. Además, se suman 3 nuevas versiones de los clásicos Qué hago en Manila, Danza narcótica, y Transeunte sin identidad, tocadas de forma sinfónica, con un cuarteto de cuerdas (también grabados en vivo). Las entradas para este show, se agotaron semanas antes de la función.
Actualmente, Virus sigue haciendo shows por toda la Argentina y Latinoamérica.

## Etapa solista
En 2011, Marcelo Moura, con intención de hacer un disco solista a futuro, convoca a Ale Sergi (líder de Miranda!), para que produzca alguna de sus canciones para ver cómo sonaban y, entre sesiones y arreglos, se pensó la idea de hacer un disco a dúo. Producto de esa idea surgió Moura Sergi, y en 2012 lanzan el álbum Choque, que fue bien recibido por la crítica y obtuvo el premio Gardel al Mejor Álbum Grupo pop, en 2013.
Pero su carrera solista oficialmente comienza en 2014 cuando decide comenzar a grabar su propio álbum. 
Entre finales de 2014 y mediados de 2015, realiza toda la grabación, mezcla y masterización del disco, pero esperaría hasta el año siguiente para publicarlo.
Finalmente en 2016, precisamente el 25 de marzo, lanza su álbum debut en solitario titulado "Disculpen la Demoura", con colaboraciones de Cachorro López, Mario Serra,  y Daniel "Alambre" González, entre otros.
Cabe destacar que ambos proyectos, fueron hechos paralelamente a Virus, es decir que Marcelo, en el trayecto de dichos proyectos, nunca se separó de la banda y continuaron tocando con normalidad.
"Disculpen la Demoura" fue presentado oficialmente en la Usina del Arte el 16 de abril de 2016 junto a su banda, conformada , Agus Ferro (guitarra), Marcelo Ferro (teclados), Mariano Albergoli (guitarra), Ezequiel Pérez Casas (batería) y Kevin Borensztein (bajo) para luego repetirlo en La Trastienda el 11 de junio.

## "Virus", por Marcelo Moura

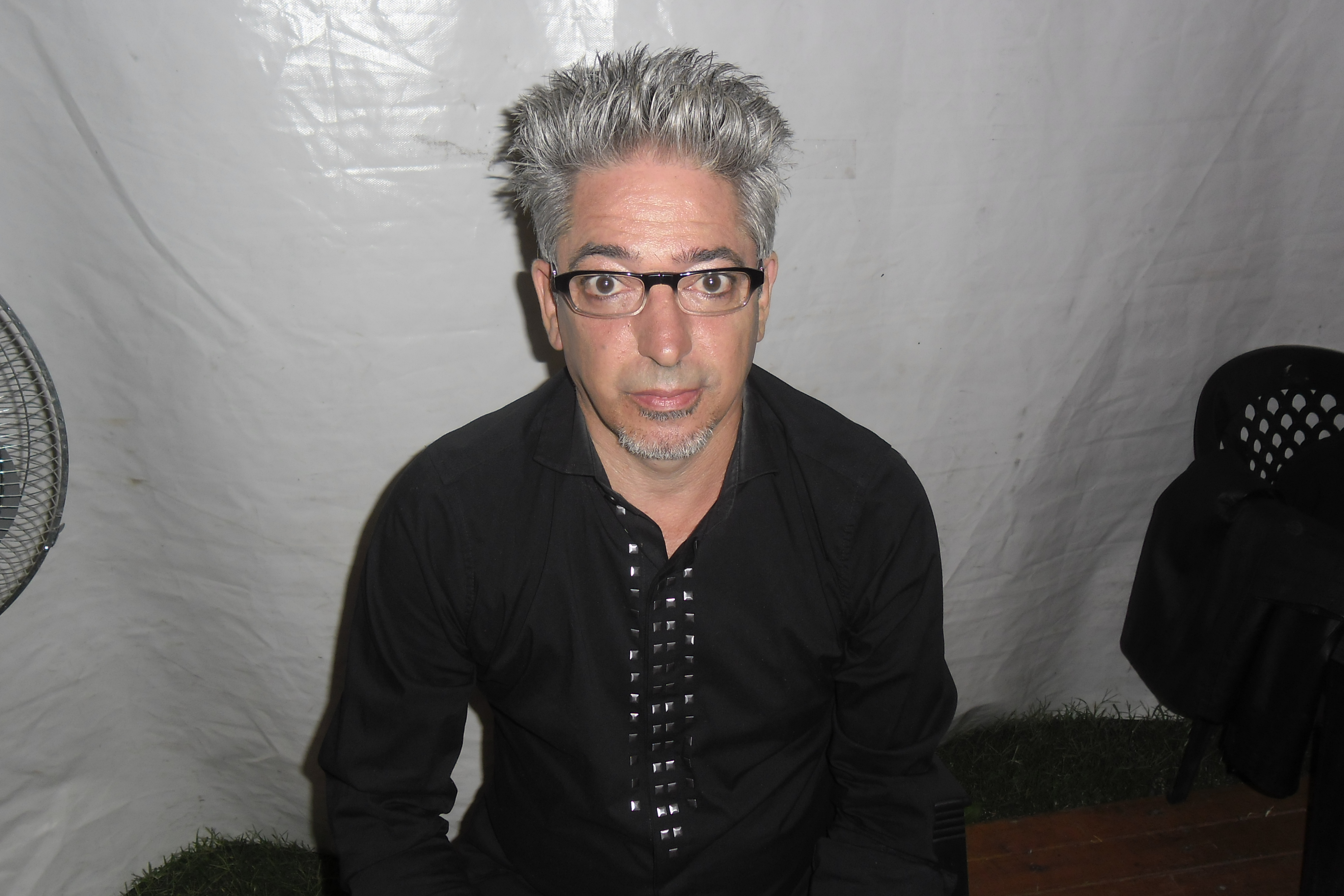
Marcelo Moura en enero de 2015.

En 2013, a Marcelo le llegó la propuesta de Editorial Planeta de escribir un libro sobre la historia de Virus, la cual aceptó. Así, en 2014 se publica el libro "Virus, por Marcelo Moura".
Este libro cuenta detalladamente la historia de la banda, y de los hermanos Moura, desde sus primeras bandas amateur, la formación de Virus, la resistencia que tuvieron en sus comienzos, la llegada a la masividad, la muerte de Federico, el renacer y la actualidad del grupo, entre otras cosas.
El libro tuvo buena difusión y hubo una muy buena recepción por parte de los fanáticos y de la prensa, y en 2015, fue presentado en la edición N° 41 de la Feria Internacional del Libro en Buenos Aires (Argentina) y en la edición N° 35 de la Feria Internacional del Libro, en Santiago (Chile).
Para cada presentación del libro, se armaba un show electroacústico, en el cual Marcelo Moura cantaba canciones de Virus, y de grandes bandas y solistas del rock argentino, como Soda Stereo, Los Enanitos Verdes, Luis Alberto Spinetta, Gustavo Cerati, entre otros. 
Actualmente Marcelo está acompañado con Agus Ferro en guitarra y Lucía Borensztein en batería electrónica.

## Discografía

### Como tecladista de Virus
- Wadu-Wadu (1981)
- Recrudece (1982)
- Agujero Interior (1983)
- Relax (1984)
- Locura (1985)
- Vivo (1986)
- Superficies de Placer (1987)
- Vivo 2 (grabado en 1986, pero editado en 1997)

### Como cantante de Virus
- Tierra del Fuego (1989)
- 9 (1998)
- Obras cumbres (2000)
- Virus EP (2005)
- Caja Negra (2007)
- 30 Años de Locura (2015)

### Como tecladista de Aguirre
- Aguirre (1992)
- Frente al Zoo (1993)

### Como solista
- Choque (con Ale Sergi) (2012)
- Disculpen la DeMoura (2016)

## Actualidad
Actualmente Virus sigue en actividad, la formación actual consta de: Marcelo Moura (voz, teclados y guitarra), Julio Moura (guitarra), Mario Serra (batería), Agustín Ferro (guitarra), Ariel Naón (bajo) y Patricio Fontana (teclados).